# Tilfældighed
Tilfældigheder er begivenheder uden en egentlig årsag. Som ved uforudsigelige hændelser uden forsæt. I matematik, sandsynlighedsregning og statistik anvendes der formelle definitioner på tilfældighed. Eksempelvis i sandsynlighedsregning er en stokastisk variabel en "tilfældig" variabel, der antager en tilfældig værdi i et givet udfaldsrum (dvs. mængde). Man kan så muligvis beregne sandsynligheden for det enkelte udfald, eller delmængder af udfaldsrummet. En tilfældig proces er en række af tilfældige variable, hvis udfald ikke følger et deterministisk mønster. Disse og andre matematiske begreber anvendes inden for bl.a. sandsynlighedsteori, kryptografi, spilteori og andre områder.
Eksempler på tilfældige hændelser i naturen er, at der spontant sker mutationer i gener. Retningsløse ændringer i mikroskala fik påviselig virkninger på makroskalaen (evolution).[i] Hvornår det enkelte atom ændrer energitilstand sker uregelmæssigt uden ydre påvirkning (kvantefysik).
En tilfældig række hændelser har ingen orden og følger hverken mønster eller kombination. Tilfældige begivenheder er per definition uforudsigelige. Dog kan man forudsige forekomsten af specifikke udfald ud af et stort antal hændelser. For eksempel ved kast med terninger, hvor udfaldet af hvert kast er tilfældigt, men gennemsnittet på lang sigt er 3,5 ifølge Store tals lov. Fra det synspunkt er tilfældighed et mål for usikkerhed og findes i held, Sandsynlighedsregning og informationsentropi.
Desuden findes resultatet loven om virkeligt store tal, som siger, at med et tilstrækkeligt stort antal muligheder (og tid) vil ethvert "vildt" udfald nok ske.
Tilstrækkeligt usandsynlige hændelser indtræffer aldrig (Borels lov). Niveauer herfor afhænger imidlertid af på hvilken skala, der er tale om: spil, menneskelig, jordisk eller kosmisk. Hændelser falder indenfor en Normalfordeling i den idealiserede verden. Er der en anden fordeling (Cauchy) ændres chancen for udfald udenfor "det normale" dramatisk fra usandsynligt til sandsynligt.[ii]
Tilfældighed bruges oftest i statistik til at betegne veldefinerede statistiske egenskaber. Monte Carlo-metoder, som afhænger af et tilfældigt input, som f.eks. fra en tilfældighedsgenerator eller en pseudotilfældighedsgenerator, er vigtige metoder indenfor videnskaben.
Tilfældig udvælgelse er en metode til at udvælge enheder fra en gruppe, hvor sandsynligheden for at vælge en specifik enhed er den proportionelle andel af dem: en skål med 10 røde kugler og 90 blå kugler, vil en tilfældig udvælgelse af en kugle give 1/10 sandsynlighed for en rød kugle. Vær opmærksom på, at en tilfældig udvælgelse af 10 kugler ikke nødvendigvis vil give 1 rød og 9 blå kugler. I situationer hvor en gruppe indeholder enheder der er adskillelige, det vil sige, ikke sammenhængende med hinanden, har alle enhederne den samme sandsynlighed for at blive udvalgt.

## Historie
Kasualisme er den filosofiske anskuelse at verden, dens opståen og udvikling alene beror på tilfældigheder.
I oldtiden var chance og tilfældighed tæt forbundet med skæbne. Mange i oldtiden kastede terninger for at få afgjort skæbnen. Det udviklede sig til de moderne chancespil. De fleste gamle kulturer anvendte spådom for at undgå tilfældighedernes spil og skæbnen.
Kineserne var sandsynligvis de første til at formalisere regler med chancer og odds for mere end 3000 år siden. Græske filosoffer diskuterede tilfældighed indgående, dog kun på det abstrakte plan. Det var ikke før det 16. århundrede at italienske matematikere begyndte at beregne sandsynlighederne (odds) for forskellige chancespil. Udviklingen af differential- og integralregning muliggjorde yderligere arbejde på det matematiske studium af tilfældighed. I 1888-udgaven af John Venns bog The Logic of Chance skrev han et kapitel om sit syn på tilfældigheden i cifrene i π, ved at lave en tilfældig gåtur ud fra de enkelte cifre.
I begyndelsen af det 20. århundrede skete en voldsom udvikling i den formelle analyse af tilfældighed efterhånden som flere matematiske metoder til analysen blev introduceret. I midten til slutningen af det 20. århundrede introduceredes nye ideer om algoritmisk informationsteori til området via algoritmisk tilfældighed.
Selv om tilfældighed ofte var set som en forhindring eller et problem igennem mange år, indså man i det 20. århundredes datalogi, at man kunne designe bedre algoritmer ved at indføre tilfældigheder. I nogle tilfælde vil sådanne randomiserede algoritmer løse opgaver hurtigere end algoritmer, der anvender deterministiske metoder.

## I videnskaben
Der er adskillige videnskabsgrene, der beskæftiger sig med tilfældighed. Mange store opdagelser er sket ved "heldige tilfælde" Serendipitet.

### Fysikken
I det 19. århundrede anvendte videnskaben ideen om tilfældige bevægelser i udviklingen af statistisk mekanik til at forklare fænomener i termodynamik og gassers egenskaber. Herunder de tilfældige Brownske bevægelser af partikler eller celler (synlige eller mikroskopiske), der har årsag i, at væske eller gassers molekyler (mindre end (lys)mikroskopisk størrelse) ”skubber på”.
Ifølge standardfortolkningen af kvantemekanik er fænomener på molekylær- eller atomarniveau objektivt tilfældige og uden (påviselig) årsag. Det vil sige at i et eksperiment, hvor man kontrollerer alle de faktorer man kan, vil nogle dele af eksperimentet stadig variere tilfældigt. Hvis man for eksempel placerer et enkelt ustabilt atom i et strengt kontrolleret miljø, kan man ikke forudsige hvornår atomet vil henfalde, kun sandsynligheden for det i en given tidsperiode. Således forudsiger kvantemekanik kun sandsynligheder for specifikke udfald af eksperimenter, ikke et præcist udfald.
Såkaldt Skjult variabel teori afviser (hypotetisk), at naturen indeholder ureducerbar tilfældighed. Disse teorier postulerer, at i en proces der virker tilfældig, er der egenskaber med en definitiv statistisk distribution virker bagved, og derved afgør udfaldet i hvert enkelt tilfælde. Modsat kan det med moderne kaosteori måske bygges bro imellem en klassisk (fysik) deterministisk verden og en verden med tilfældighed indeterminisme.
Nobelprisen i fysik 2022 blev givet til de tre pristagere for deres tidligere eksperimenter der entydigt beviste at ved at måle på ‘en lys-partikel, så vil tilstanden på en anden lys-partikel samtidigt ændres/koordineres. Det betyder at forestillinger om såkaldte skjulte variabler/ årsagssammenhænge, ikke har kunnet opretholdes.
At alle snefnug er forskellige, skyldes tilfældigheder under dannelsen.

### Biologien
Evolutionen foregår ud fra den variation, der er til rådighed i arvemassen, hvilket sætter grænser for, hvorledes den vil kunne forløbe. Den har dermed en hvis forudsigelighed, men de biologiske effekter vil ofte have helt vilkårlige sider. En kilde til fornyelser (gen-variation) i arvemassen er de spontane genmutationer, der er tilfældige og retningsløse. Naturlig selektion virker ud fra ”de forhåndenværende søm” og fra de evt. tilkomne nyheder. Tilfældige ændringer i miljøet, klima og landskab, har betydning for den naturlig selektion, men også for forgreninger artsdannelser og forsvinden. Tilpasning ved udelukkende at vente på en ny gunstig mutation, der kan løse en akut udfordring, kan synes at ligge ligefor. Men chancen for at en mutation etableres i en population er lille på grund af rene tilfældigheder herunder genetisk drift.[i]
Mutationer med negativ effekt forsvinder igen, da bærerne normalt er dårligt stillede, og dog er det tilfældigvis således, at bærere af genet for sejlcelleanæmi er beskyttede mod malaria. Begge sygdomme er dødelige, men sejlcelleanæmi kommer kun til udtryk, hvis begge forældre har genet. Således ”overlever” genet sammen med personer, der ikke kan få malaria pga. dette gen.
Fingeraftryks grundlæggende mønstre bestemmes delvis af generne, mens detaljerne er helt tilfældige. Selv enæggede tvillinger har ikke samme fingeraftryk.
Frie radikaler er dannelse af tilfældige molekyler (ved oxidation). Skadelige forsøges forhindret ved øget indtagelse af antioxidanter i kosten.

### Matematikken
Sandsynlighedsteori stammer fra forsøget at lave matematiske beskrivelser af tilfældige hændelser, oprindeligt i sammenhæng med chancespil, senere i forbindelse med fysik. Statistik bruges til at udlede den underliggende sandsynlighedsfordeling af en samling empiriske observationer. Til Simulationer er det nødvendigt at have et stort antal tilfældige tal, eller i det mindste en måde hvorpå store mængder af tilfældige tal kan genereres efter behov.
Algoritmisk informations teori undersøger, blandt andet, hvad der udgør en tilfældig række. Kerneideen er et en bitstreng er tilfældig hvis, og kun hvis, den er kortere end det computer program der kan fremstille den streng (Kolmogorovske model). Pionererne indenfor dette felt er Andrej Kolmogorov og hans studenter Per Martin-Löf, Ray Solomonoff og Gregory Chaitin. For begrebet uendelig række anvendes typisk Per Martin-Löfs definition. Nogle andre begreber indenfor tilfældige rækker er: rekursiv tilfældighed og Schnorrs tilfældighed. Det er blevet vist af Yongge Wang  at disse begreber adskiller sig fra hinanden.
Tilfældighed forekommer i ex. tal størrelsen log 2 og i Inkommensurabeler som ex. de geometriske konstanter kvadratroden af 2 (√2) og pi π. π's decimaler udgør en uendelig række og gentager sig aldrig i en cyklus. Numre som π anses for normale, hvilket vil sige at cifrene er tilfældige hvis man ser statistisk på dem.
π virker tilsyneladende på den måde. I de første 6 milliarder decimaler af tallet, forekommer tallene 0 til 9 ca. 600 millioner gange hver (1/10). Selv sådan en massiv base, kan forekomme ved et tilfælde og er ikke noget endegyldigt bevis på normalitet, selv ikke i titalssystemet, ej heller i andre talsystemer. π decimalerne opfylder alle kriterier for en tilfældig ‘ustruktureret’ rækkefølge, men indgår samtidigt i cirklens ‘struktur’’.
Benfords lov (1’tals loven) siger at 1 er første ciffer (cirka 30%)i mange datasæt fra den virkelige verden. Det gælder også for terning kast.
Ved 10.000 kast vil udfald fordele sig cirka ligeligt, med 1/6 til hver.
Ved 10.000 omgange a’ 100 kast og når hvert udfaldsværdi lægges sammen med det næste udfalds o.s.v. giver det en normalfordeling med gennemsnit  på 350/100.
Ved 10.000 omgange a’ 15 kast, men hvor hver udfaldsværdi nu ganges med det næste udfalds o.s.v. så giver det en log-normalfordeling (gennemsnit på 76 mia.). I en log-normalfordeling fylder 1(-2) entervallet 30,1% (af hvert tifold) og dermed også med 30,1% hyppighed. 2-3 fylder 17,8, 3-4 12,5% o.s.v. til 9-10 med 4,6%.
En general matematisk finurlighed at, summering af uafhængige tilfældige variabler hælder mod en normalfordeling og en multiplicering af dem hælder mod en log-normal. Men Ikke alle datasæt, fra den virkelige verden, opfylder BL og omvendt nogle af dem der opfylder BL har ikke log-normal fordeling.
https://towardsdatascience.com/benfords-law-a-simple-explanation-341e17abbe75

### Statistikken
I statistik bruges tilfældighed til at udvælge en mindre del af en større gruppe. På den måde kan man få realistiske data ved undersøgelser af større grupper uden at undersøge hele gruppen. De mest almindelige metoder til dette er ved trække navne op af for eksempel en hat, eller bruge en tilfældigt ciffertabel.
Forkert brug af statistik har ført til, at anklagede er dømt i retssale på forkerte grunde. Et eksempel er en sag (UK) om dobbeltmord, hvor man så på, hvor lille risikoen er for pludselig vuggedød og ganger den med sig selv for derved at få risikoen for at to uafhængigt lider pludselig vuggedøden i samme familie. Der opnås en uendelig lille sandsynlighed som derfor taler stærkt for dobbeltmord. Men sandsynligheds beregningen er også afhængig af andre faktorer, så som køn, dødsstatistik og mordstatistik for babyer. Når de tages med i regnestykket, er det ikke længere usandsynligt, at der var tilfældigheder på spil, og dommen blev omstødt. Det er også sket i andre sager.[ii]

Statistikkens opgave er bl.a. at skille hændelser, der skyldes tilfældighed fra dem, der har en egentlig årsag!(citat: David Hand)

### Informatik
I informationsvidenskab anses irrelevante eller meningsløse data for støj. Støjen består af et stort antal midlertidige forstyrrelser med en statistisk randomiseret distribution.
I kommunikationsteori kaldes tilfældighed i et signal for støj og er i modsætning til de variationer der stammer fra kilden, signalet.

### Finans
Den tilfældige-gåturs hypotese siger, at kurserne på et marked vil udvikle sig tilfældigt, i den forstand at den forventede ændring er 0, men i virkeligheden ender med at være positiv eller negativ. Mere generelt er kurserne influeret af en række uforudsigelige faktorer i det økonomiske miljø.

## Politik
Tilfældig udvælgelse kan være en officiel metode til at afgøre stemmelighed. Anvendelsen indenfor politik strækker sig langt tilbage, i Athens historie blev offentlige embeder fordelt ved lodtrækning, uden afstemning.
I Danmark er det mest kendte eksempel ved formandsvalget til Folketinget i 1998, da både Birte Weiss og Ivar Hansen var med. Det endte med at de to navne blev lagt i en kinesisk krukke og det udtrukne navn blev formand, det blev Ivar Hansen.

## Tilfældighed og religion
Tilfældighed kan anses at være i konflikt med den deterministiske natur i nogle religioner, specifikt dem der anser universet for skabt af et altvidende væsen, der kender al fortid og fremtid. Hvis universet anses for at have et formål, kan tilfældighed anses for umulig. Dette er en af grundene til den religiøse opposition til evolutionslæren, der netop siger at ikke-tilfældig udvælgelse tillægges resultaterne af tilfældig genetisk variation.
Hinduistisk og buddhistisk filosofi anser enhver hændelse som resultatet af tidligere hændelser: karma, og som sådan findes tilfældighed eller en første begivenhed ikke.
I visse religiøse sammenhænge anvendes tilfældigheder til spådomme. For eksempel er dyreindvolde, terninger, Guds Dom og teblade brugt til at tolke gudernes vilje.
Følgere af discordianisme, der ærer den græske gudinde for kaos Eris, har en stærk tro på tilfældighed og uforudsigelighed.

## Anvendelser
I de fleste anvendelserner af tilfældighed i matematik, politik, sociale og religiøse sammenhænge anvendes tilfældighed for dens retfærdighed.
Politik: Det athenske demokrati var baseret på isonomi, lige politiske rettigheder, og anvendte en kompleks maskine til at fordele stillingerne i de styrende organer på en rimelig måde. Den metode er i dag kun brugt i retssystemer baseret på det britiske retssystem til udvælgelse af jurymedlemmer. Og ved værnepligtslodtrækning i flere lande.
Spil: Tilfældige tal blev i første omgang undersøgt i forbindelse med chancespil, og mange tilfældighedsgeneratorer, såsom terninger, kortblanding, og rouletter, blev først udviklet med henblik på chancespil. Evnen til at generere tilfældige tal er vital for elektroniske chancespil, og som sådan er reglerne hidrørende denne generering underlagt diverse love og regler. Tilfældige trækninger anvendes også lotterier, f.eks. lotto.Igennem hele historien er tilfældigheder brugt til chancespil, og til at udvælge individer til at udføre uønskede opgaver på en fair måde, eksempelvis ved at trække strå.
Sport: I flere sportsgrene bruges et møntkast til at vælge startbetingelser, typisk hvilket hold der får første skud, eller den mere attraktive position først. Lodtrækning med kugler anvendes ved grupperinger til EM og VM i fodbold.
Matematik: Tilfældige tal anvendes også hvor deres anvendelse er matematisk vigtig, såsom at udvælge et segment til opinionsundersøgelser og til statistik i kvalitetskontroller. Beregningsmetoder til visse typer af problemer har en udbredt brug af tilfældige tal, såsom i Monte Carlo-metoden og i genetiske algoritmer.
Medicin: Tilfældighed i tildeling af medicin er yderst vigtig i kliniske studier.
Religion: Selv om det ikke er meningen, det skal forekomme tilfældigt, er spåen i forskellige objekter udlæggelse af tilfældige hændelser, snarere end udtryk for et højere væsens vilje.

## Generering
Det er generelt accepteret, at der findes 3 mekanismer der er ansvalige for tilsyneladende tilfældigheder i systemer:
1. Tilfældigheder der stammer fra brownske bevægelser, men også fra tilfældighedsgeneratorer
2. Tilfældigheder der stammer fra startbetingelser, dette aspekt studeres i kaosteori og ses i systemer hvis opførsel er følsomme overfor små ændringer i startbetingelserne, for eksempel pachinko og terningespil.
3. Tilfældigheder uløseligt dannet af systemet. Dette kaldes også pseudo-tilfældighed, og er anvendt i pseudo-tilfældige talgeneratorer. Systemets opførsel kan bestemmes ved at kende startbetingelserne og den anvendte algoritme. Disse metoder er ofte hurtigere end at få ægte tilfældighed fra systemet.

De mange mulige anvendelser af tilfældighed har ført til mange forskellige metoder til generering af tilfældige data. Disse metoder varierer bredt i hvor uforudsigelige, og statistisk tilfældige de er, og hvor hurtigt de kan generere disse data.
Før computerne tog det lang tid at skaffe store mængder tilfældige tal til brug i statistik. De store arbejder blev undertiden samlet og udsendt som tabeller over tilfældige tal.

## Mål og forsøg
Der er mange metoder til at teste om en binær sekvens er tilfældig. Blandt andet mål på frekvens, diskret transformation, og kompleksitet, eller en blanding af dem. Disse inkluderer tests lavet af Kak, Phillips, Yuen, Hopkins, Beth og Dai, Mund, og Marsaglia og Zaman.
Kvante non-lokalitet er blevet brugt til at bekræfte eksistensen af ægte tilfældighed i en given talrække.

## Misforståelser og logiske fejlslutninger
Den almindelige opfattelse af tilfældighed leder ofte til fejlslutninger, baseret på intuition. Med fare for accept af en fiks ide, en spuriøs sammenhæng eller af relation uden tilstrækkelig evidens. Herudover også at sammentræf (koincidens) af bemærkelsesværdige hændelser, uden påviselig kausal forbindelse, kan lede til overnaturlige forklaringer. Det selvom sådanne tilfælde er uundgåelige, set ud fra et statistisk synspunkt. Et eksempel er Fødselsdags problemet, hvor chancen for at to har fødselsdag på samme dato, er over 50% allerede i en gruppe på kun 23 personer.

### Det er  "på tide" med et nummer
Argumentet er at i en tilfældig trækning af tal, hvor de alle forekommer med tiden, at dem der endnu ikke er udtrukket er "på tide at komme" og derfor mere sandsynlige at blive udtrukket snart. Dette gælder dog kun for systemer hvor udtrukne numre bliver fjernet fra puljen, eksempelvis et spil kort, hvor kortet ikke returneres til stakken. I sådan et tilfælde vil trækningen af en knægt sænke sandsynligheden for at næste træk er en knægt, og samtidig øge sandsynligheden for alle de andre kort. Men hvis knægten returneres til stakken og kortene blandes, er det ligeså sandsynligt at trække en knægt som alle de andre mulige kort. Disse ægte tilfældige processer har ikke en intern hukommelse, hvilket umuliggør tidligere udfald at influere fremtidige udfald.

### Et tal er "heldigt" eller "uheldigt"
I en tilfældig talrække, kan man sige at et tal er uheldigt, fordi det forekommer færre gange end de øvrige tal, og så forventer man at det fremover vil fortsætte med at dukke op færre gange end de øvrige. Det stik modsatte gør sig gældende for et heldigt nummer, hvor man forventer det dukker oftere op fortsat. Dette gælder dog kun hvis hændelserne ar en bias, f.eks. en terning der er tungere på den ene flade, hvis den er tungere på 1-er siden vil 6-ere dukke op oftere end ellers, ellers er alle udfald lige sandsynlige.
I naturen forekommer begivenheder sjældent med præcis ens hyppighed, så man kan til en vis grad observere en serie udfald for at bestemme de mest sandsynlige hændelser, man kan dog ikke anvende denne metode på systemer hvor alle udfald er lige sandsynlige, det gælder blandt andet, kort, terninger og rouletter.

### Odds er aldrig dynamiske
I begyndelsen af et scenarie, kan man beregne sandsynligheden for en bestemt hændelse, men så snart man får mere viden om situationen, kan det være nødvendigt at beregne sandsynligheden på ny.
Hvis vi antager at vi bliver fortalt en mor har to børn. Og at den ene er en pige, hvad er så sandsynligheden for at den anden også er en pige? Hvis man ser på det andet barn selvstændigt (dreng eller pige), vil man antage at sandsynligheden er ½ (50%). Men ved at konstruere et sandsynlighedsrum, der illustrerer alle de mulige kombinationer, familier med to børn kan have, ser man at sandsynlighed kun er ⅓ (33%) for to piger. Det skyldes at der ud fra d,p-d,p er 4 mulige kombinationer, dreng-dreng, dreng-pige, pige-dreng og pige-pige, da vi fik at vide at den ene var en pige, kan den første mulighed udelukkes, hvilket efterlader 3 mulige kombinationer, og kun i ⅓ af disse kombinationer er der to piger. Ved at anvende et sandsynlighedsrum er det nemmere at se alle de mulige udfald, og samtidig undgå at misse anvendelsen af ny information til eliminering af udfald. Sandsynlighedsregning: for hvert barn er sandsynligheden for dreng/pige 1/2. For at to børn har samme køn er den 1/2*1/2=1/4 (uafhængige udfald). Og for at to børn har forskelligt køn er den 1-1/4-1/4= (resten)1/2. Altså dobbelt så stor sandsynlighed for forskelligt køn end for samme.
Denne teknik giver en bedre indsigt i Monty Hall problem, et game show scenarie hvor en bil er gemt bag en af tre døre, og en ged bag hver af de andre. Når deltageren har valgt en dør åbner værten en af de to andre døre og afslører en ged. Med kun to døre tilbage skal spilleren nu vælge mellem at holde fast ved sit første valg eller vælge den anden dør. Intuitivt vil man tro at spilleren vælger mellem to døre med ligestor sandsynlighed. Men et sandsynlighedsrum vil afsløre at spilleren kan øge sine vinderchancer ved at skifte til den anden dør.

## litteraturhenvisninger
- Freddy Bugge Christiansen, Tom Fenchel, Evolution, Den forudsigelige vilkårlighed. ISBN 978-87-7934-509-6
- David Hand, The Improbability Principle, ISBN 9780552170192
- https://videnskab.dk/forskerzonen/naturvidenskab/er-tilfaeldighed-naturens-inderste-vaesen Poul G. Hjort (DTU)